# Partito del Lavoro della Corea del Nord
Il Partito del Lavoro della Corea del Nord (북조선로동당?, 北朝鮮 勞動黨?, Bukjoseon RodongdangLR) è stato un partito comunista nordcoreano dal 1946 al 1949, predecessore dell'attuale Partito del Lavoro di Corea. Venne creato tra il 28 e il 30 agosto 1946. Si ritiene che nel momento della creazione il partito contasse 366.000 membri.